# Ken Kercheval
Ken Kercheval (Wolcottville, 15 de julho de 1935 - Clinton, 21 de abril de 2019) foi um ator americano, mais conhecido por seu papel como Cliff Barnes na série de televisão Dallas e sua continuação em 2012.

## Biografia
Kercheval nasceu em 15 de julho de 1935, em Wolcottville, Indiana, filho de Marine "Doc" Kercheval (1899-1967), um médico local, e da ex-Christine Reiber (1903-1996), uma enfermeira registrada. Ele foi criado em Clinton, Indiana. Quando adolescente, Kercheval costumava estar com seu pai na sala de cirurgia e certa vez deu dois pontos em sua irmã Kate quando ela fez uma apendicectomia. Kercheval frequentou a Universidade de Indiana, não para se tornar um médico, mas para se formar em música e teatro. Mais tarde, ele estudou na University of the Pacific, e começando em 1956, no Neighbourhood Playhouse em New York City sob Sanford Meisner.

## Carreira
Kercheval fez sua estreia na Broadway em 1962 na peça Something About a Soldier. Ele apareceu fora da Broadway em 1972 em Kurt Weill revue Berlin to Broadway com Kurt Weill, e pode ser ouvido na gravação do elenco. Seus outros créditos no teatro incluem The Apple Tree, Cabaret (substituindo Bert Convy como Cliff) e Here Where I Belong. Em 1966, ele apareceu como o personagem-título na produção original da Broadway de Fiddler on the Roof, co-estrelando com Herschel Bernardi, Maria Karnilova, Julia Migenes, Leonard Frey e Pia Zadora.
Kercheval ganhou seu primeiro papel na televisão, interpretando o Dr. Nick Hunter número um em Search for Tomorrow em 1966. Seus papéis posteriores em novelas foram em The Secret Storm e How to Survive a Marriage. Seus créditos no cinema incluem The Seven-Ups com Roy Scheider e Tony LoBianco e FIST com Sylvester Stallone. Em 1976, ele co-estrelou em 2 episódios de The Adams Chronicles como James Madison.
Kercheval é mais conhecido por ter interpretado o inimigo de JR, Cliff Barnes, na série de televisão Dallas, da CBS. Ele estrelou a série de 1978 a 1991, desde o episódio piloto até o final da série. Ele inicialmente foi escalado como Ray Krebbs antes de receber o papel de Cliff Barnes. Kercheval e Larry Hagman foram os únicos membros do elenco de Dallas a permanecerem com a série durante toda a sua temporada, embora o personagem de Kercheval fosse apenas um personagem recorrente durante as duas primeiras temporadas. Ele se tornou um membro regular do elenco na temporada de 1979-1980. Kercheval reprisou o papel de Cliff Barnes na reunião de Dallas em 1996, J. R. Returns, e ele apareceu no especial de reunião da CBS em 2004. Ele novamente reprisou o papel na série Dallas (2012).
Na década de 1980, ele fez várias aparições em Super Password e The $ 25.000 Pyramid. Em 1991, ele apareceu no filme de reunião, I Still Dream of Jeannie, interpretando o Sr. Simpson, um orientador da escola de Anthony Nelson Jr. e foi o mestre temporário da mãe de Anthony Jr., Jeannie (Barbara Eden); isso aconteceu porque Larry Hagman, que interpretou Tony Nelson, não estava disponível para repetir seu papel, já que ele ainda não havia terminado sua participação em Dallas - a ironia é que I Dream of Jeannie foi a primeira grande série de Hagman, e os respectivos atores personagens de Dallas se desprezavam. Ele também apareceu como professor de dança de salão no filme independente California Casanova.
Em 2006, Kercheval apareceu em um musical no Mayflower Theatre de Southampton e no Theatre Royal de Plymouth na performance de White Christmas interpretando o General. Em 2007, ele reprisou seu papel no Edinburgh Playhouse e no Wales Millennium Centre em Cardiff. Ele reprisou seu papel em Sunderland em 2010. Ele também voltou a desempenhar o papel de General no White Christmas no The Lowry em Salford Quay com o ator Wendi Peters de Coronation Street e Claire Sweeney de Brookside, de novembro de 2012 a janeiro de 2013.
Em 1985, Kercheval tornou-se sócio da Old Capital Popcorn Company. O negócio prosperou no início, mas a parceria azedou em 1988. As questões financeiras e outros conflitos levaram a uma onda de violência armada e suicídio em Dallas, ambientado por um dos parceiros.

## Vida pessoal e morte
Fumante por toda a vida, Kercheval foi um sobrevivente do câncer de pulmão após ter removido parte de seu pulmão em 1994. Kercheval foi casado e divorciado três vezes e teve cinco filhos.
Kercheval morreu de pneumonia em 21 de abril de 2019, aos 83 anos.

## Filmografia
- Naked City (1962, Série de TV) é Acting Student (não-creditado)
- The Defenders (1962–1965, Série de TV) é Harry Grant / Jack Wilks
- The Nurses (1965, Série de TV) é Mac
- The Trials of O'Brien (1965–1966, Série de TV) é Jerry Quinlan / Dr. McCahey
- Hawk (1966, Série de TV) é Clark
- An Enemy of the People (1966, filme de TV) é Billing
- Pretty Poison (1968) é Harry Jackson
- The Secret Storm (1968, Série de TV) é Archie Borman
- Cover Me Babe (1970) é Jerry
- Rabbit, Run (1970) é Barney
- The Coming Asunder of Jimmy Bright (1971, filme de TV) é Jimmy Bright
- Search for Tomorrow (1965-1973, Série de TV) é Dr. Nick Hunter
- The Seven-Ups (1973) é Ansel – Seven-Up
- Get Christie Love! (1974, Série de TV) as Alec Palmer
- The Disappearance of Flight 412 (1974, filme de TV) é White
- How to Survive a Marriage (1974, Série de TV series) é Larry Kirby
- Beacon Hill (1975, Série de TV) é Dist. Attorney
- The Adams Chronicles (1976, TV Series) é James Madison
- Judge Horton and the Scottsboro Boys (1976, filme de TV) é District Attorney Tom Knight
- Network (1976) é Merrill Grant
- The Lincoln Conspiracy (1977) é John Surratt
- Rafferty (1977, Série de TV) é Jerry Parks
- Family (1978, Série de TV) é Mark Adams
- Kojak (1973–1978, TV Series) é Teddy Maclay / Professor Lacey / Ray Fromm
- F.I.S.T (1978) é Bernie Marr
- Devil Dog: The Hound of Hell (1978, filme de TV) é Miles Amory
- CHiPs (1978, TV Series) as Dr. Faraday
- Too Far to Go (1979, filme de TV) é Jack Dennis
- Starsky and Hutch (1979, Série de TV) é Deputy D.A. Clayburn
- Walking Through the Fire (1979, filme de TV) é Dr. Freeman
- Here's Boomer (1980, Série de TV) é Dr. Haggert
- Trapper John, M.D. (1981, Série de TV) é Marty Wicks
- The Patricia Neal Story (1981, filme de TV) é Dr. Charles Canton
- The Demon Murder Case (1983, filme de TV) é Richard Clarion
- Calamity Jane (1984, TV Movie) é Buffalo Bill Cody
- The Love Boat (1981–1984, Série de TV) é Lester Erwin / Don Bartlett
- Glitter (1985, Série de TV) é John Ramsey Jr.
- Hotel (1983–1986, Série de TV) é Frank Jessup / Leo Cooney
- You Are the Jury (1986, TV Series) é Stanley Nelson
- Mike Hammer (1987, TV Series) é A. Walter Decker
- Matlock (1987, Série de TV) é Louis Devlin
- Highway to Heaven (1988, Série de TV) é Richard Osbourne
- Perry Mason: The Case of the Defiant Daughter (1990, filme de TV) é L.D. Ryan
- Corporate Affairs (1990) é Arthur Strickland
- Dallas (1978–1991, Série de TV) é Cliff Barnes
- California Casanova (1991) é Willie
- Keeping Secrets (1991, filme de TV) é Frank Mahoney
- I Still Dream of Jeannie (1991, filme de TV) é Mr. Simpson
- Diagnosis Murder: Diagnosis of Murder (1992, filme de TV) é Frank Stevens
- L.A. Law (1992, Série de TV) é Al Bremmer
- Murder, She Wrote (1992, Série de TV) é Alex Ericson
- Dangerous Curves (1992, Série de TV) é Jimmy Douglas
- In the Heat of the Night (1993, Série de TV) é Judge Lawton Gray
- Woman on the Ledge (1993, filme de TV) é Doctor Martin
- The Golden Palace (1993, TV Series) é Charlie
- Beretta's Island (1994) é Barone
- Walker, Texas Ranger (1993, Série de TV) é Dr. Slade
- Lovejoy (1993, Série de TV) é Rutherford Lovejoy
- Burke's Law (1994, Série de TV) é Bernie Green
- A Perry Mason Mystery: The Case of the Grimacing Governor (1994, filme de TV) é Harlan Richards
- Dallas: J.R. Returns (1996, filme de TV) é Clifford 'Cliff' Barnes
- Rusty: A Dog's Tale (1998) é Carl Winthrope
- ER (1 episódio, 1998) é Mr. Zwicki
- Diagnosis Murder (1993–2000, Série de TV) é Keith Dunn / Duke Fallon / William P. Bissell / Alex Ridlin
- Blind Obsession (2001) é Harrison Pendragon
- Crossing Jordan (2002–2006, Série de TV) é Claude Manning
- Corrado (2009) é Vittorio
- Dallas (2012–2014, Série de TV, personagem recorrente) é Cliff Barnes
- The Promise (2017) é Dr. Christopher Webber
- Surviving in L.A. (2019) é Charlie